# Борид вольфрама
Борид вольфрама — неорганическое соединение металла вольфрама и бора с формулой WB,
серые кристаллы.

## Получение
- Реакция чистых веществ:

{\displaystyle {\mathsf {W+B\ {\xrightarrow {1200-2000^{o}C}}\ WB}}}
- Алюмотермическое восстановление смеси оксида вольфрама(VI) и оксида бора:

{\displaystyle {\mathsf {2WO_{3}+B_{2}O_{3}+6Al\ {\xrightarrow {T}}\ 2WB+3Al_{2}O_{3}}}}

## Физические свойства
Борид вольфрама образует серые кристаллы нескольких модификаций:
- α-WB, тетрагональная сингония, параметры ячейки a = 0,3101—0,3115 нм, c = 1,691—1,695 нм, структура типа α-формы борида молибдена MoB;
- β-WB, ромбическая сингония, параметры ячейки a = 0,3124—0,319 нм, b = 0,84—0,8445 нм, c = 0,306—0,307 нм, структура типа борида хрома CrB;
- δ-WB, тетрагональная сингония.